# کیجیرو اوگاوا
کیجیرو اوگاوا (انگلیسی: Keijiro Ogawa؛ زادهٔ ۱۴ ژوئیهٔ ۱۹۹۲) بازیکن فوتبال اهل ژاپن است.
از باشگاه‌هایی که در آن بازی کرده‌است می‌توان به باشگاه فوتبال ویسل کوبه اشاره کرد.
وی همچنین در تیم ملی فوتبال زیر ۱۷ سال ژاپن بازی کرده‌است.